# Umbilicus Urbis Romae
Umbilicus Urbis Romae (în română: „buricul orașului Roma”) este un mic monument care marca centrul teoretic și simbolic al Romei, fiind situat în Forumul Roman. Este posibil ca Umbilicus Urbis și Mundus să fie două nume care desemnau același monument, denumirea de Umbilicus Urbis Romae neapărând decât târziu.

## Localizare
Identificarea monumentului rămâne incertă și subiect de dezbatere. O primă ipoteză propune să se identifice monumentul cu Miliarium Aureum, argumentând că pare neverosimil să fi putut exista două centre diferite pentru orașul Roma și pentru Imperiu, a cărei capitală era. Conform celei de a doua ipoteze, propusă de arheologul italian Filippo Coarelli, monumentul este același cu Mundus, un altar dedicat divinităților infernale Dis Pater / Dispater și Proserpina. Umbilicus Urbis s-ar situa, în acest caz, în proximitatea Rostrelor imperiale, a Miliariumului Aureum și a Arcul lui Septimius  Severus, adiacent la altarul lui Saturn.

## Funcție
Mundus roman corespunde une fose circulare săpate de către Romulus la fondarea Romei, marcând centrul orașului. Această zonă era considerată drept un portal care permitea lumii infernale să comunice cu suprafața. Conform autorilor antici, era locul unor diverea ceremonii. Marcat de un altar sau de un mic monument (Umbilicus Urbis) care ascundea săpătura subterană, accesul era permis de trei ori pe an (Mundus patet) în zilele considerate nefaste și riscate, întrucât divinitățile infernale ar putea să acceadă în lumea de la suprafață. Tot în această zonă viitorii cetățeni romani veneau să depună un pumn de țărână din locul lor de origine și ofereau primele fructe ale anului.

## Descriere
Dacă identificarea făcută de Coarelli este corectă, vestigiile monumentului corespund unei structuri circulare de cărămidă, cu diametrul de 4,45 de metri la bază, înălțându-se pe trei etaje pentru a atinge diametrul de 3 metri în vârf. În epoca romană, structura de cărămidă era acoperită cu marmură. O mică intrare, care nu era folosită decât în rare ocazii, dată fiind strâmtimea sa, permitea accesul în interiorul edificiului.
Construcția este datată din epoca severiană, cu ocazia reamenajării zonei provocate de construirea Arcului lui Septimius Severus, și o restaurarare de la începutul secolului al IV-lea, dar după 303. Este o reconstrucție a unui monument mai vechi, care reutilizează elemente cum sunt baza de travertin și cornișa sa circulară, care, probabil, avea deasupra o piatră care imita forma unui Omphalos grec, care a fost botezat Umbilicus de către izvoarele antice târzii ale secolului al IV-lea.

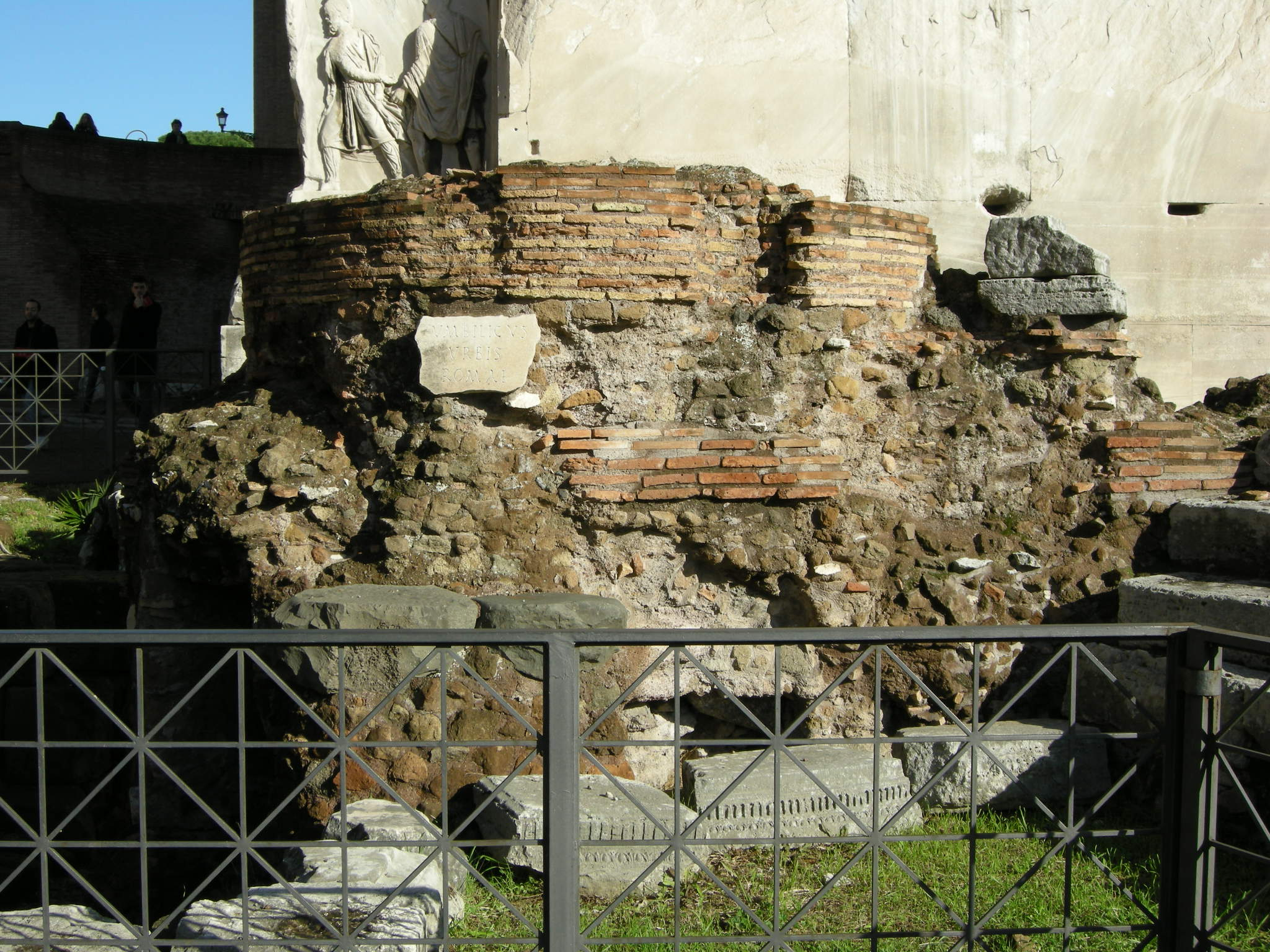
Structura din cărămidă care era acoperită cu marmură.
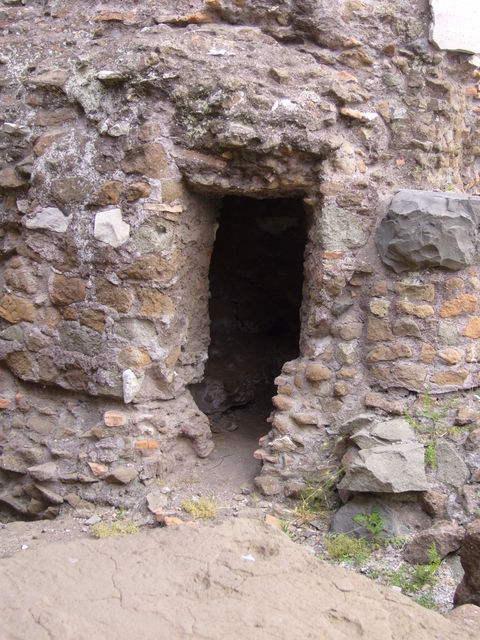
Intrarea strâmtă a monumentului.
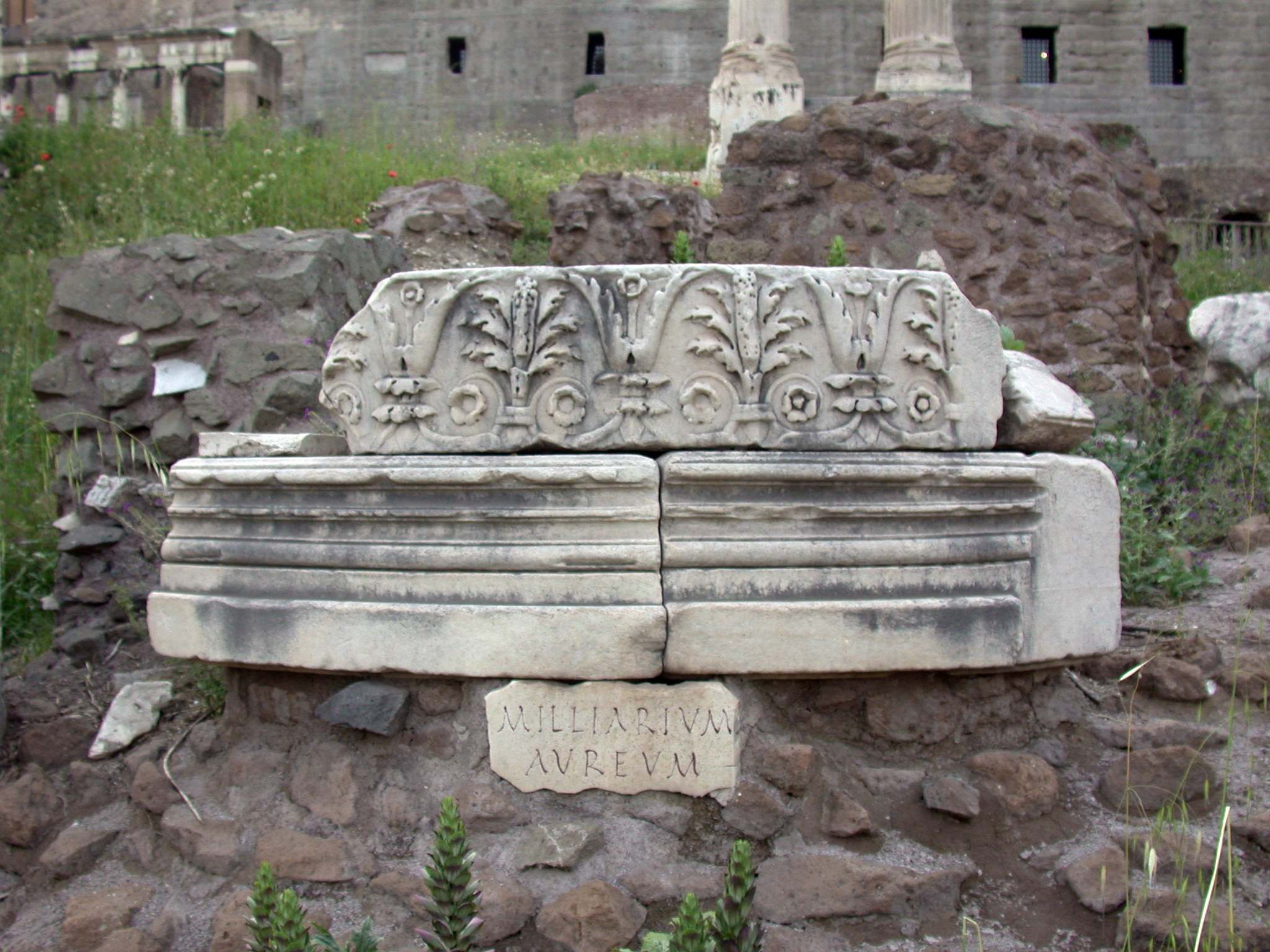
Vestigii ale unei frize cu palmete care aparținea probabil  de Umbilicus Urbis, contrar la ceea ce indică inscripția modenă.

## Izvoare
- Plutarh, Vieți Paralele, traducere, notă introductivă, notițe introductive și note de prof.univ. N.I.Barbu, Editura Științifică, București (1960-1971)